# Équipe cycliste Pepper Palace-The Happy Tooth
L'équipe cycliste Pepper Palace-The Happy Tooth est une équipe cycliste professionnelle féminine basée aux États-Unis. Elle est professionnelle en 2015.

## Classements UCI
L'équipe n'apparaît pas dans le classement UCI en 2015.

## Encadrement
Nicole Wangsgard est la directice sportive ainsi que représentante de l'équipe auprès de l'UCI. Jay Hirst est son adjoint. 

## Partenaires
Le partenaire principal de l'équipe est la chaîne de magasins d'aliments épicés Pepper palace. Le label pour dentiste Happy Tooth parraine également la formation. Les vélos sont fournis par la marque Scott.

## Pepper Palace-The Happy Tooth en 2015

### Effectif
| Effectif 2015                         | Effectif 2015     | Effectif 2015    | Effectif 2015                         |
| Cycliste                              | Date de naissance | Pays             | Équipe précédente                     |
| ------------------------------------- | ----------------- | ---------------- | ------------------------------------- |
| Sarah Caravella                       | 31 mai 1979       | États-Unis       |                                       |
| Lauren De Crescenzo (4 sept.–31 déc.) | 3 septembre 1990  | États-Unis       |                                       |
| Julie Emmerman (4 sept.–31 déc.)      | 9 avril 1969      | États-Unis       |                                       |
| Christina Gokey-Smith                 | 28 novembre 1973  | États-Unis       |                                       |
| Laura Jorgensen                       | 4 août 1986       | États-Unis       |                                       |
| Julie Kuliecza                        | 4 novembre 1980   | États-Unis       |                                       |
| Kristen Legan (4 sept.–31 déc.)       | 22 novembre 1985  | États-Unis       |                                       |
| Courteney Lowe                        | 26 mars 1991      | Nouvelle-Zélande | Optum-Kelly Benefit Strategies (2014) |
| Tina Pic                              | 9 mai 1966        | États-Unis       | Colavita–Fine Cooking (2013)          |
| Meredith Miller                       | 26 décembre 1973  | États-Unis       | Tibco-To the Top (2013)               |
| Amanda Miller (1 janv.–14 juin)       | 13 décembre 1986  | États-Unis       | Tibco-To the Top (2014)               |
| Amy Phillips                          | 30 septembre 1973 | États-Unis       |                                       |
| Amber Pierce                          | 27 mars 1981      | États-Unis       | Optum-Kelly Benefit Strategies (2014) |
|                                       |                   |                  |                                       |
| Source : Cycling Archives             |                   |                  |                                       |

note: Sarah Caravella

### Victoires

#### En cyclo-cross
| Date        | Course    | Pays       | Classe | Vainqueur       |
| ----------- | --------- | ---------- | ------ | --------------- |
| 6 septembre | Rochester | États-Unis | 2      | Meredith Miller |

### Classement UCI
Aucune coureuse de l'équipe n'est classée.